# Hardeman County (Tennessee)
Das Hardeman County ist ein County im US-amerikanischen Bundesstaat Tennessee. Das U.S. Census Bureau hat bei der Volkszählung 2020 eine Einwohnerzahl von 25.462 ermittelt. Der Verwaltungssitz (County Seat) ist Bolivar.

## Geografie
Das County liegt im Südwesten von Tennessee und grenzt im Süden an Mississippi. Es hat eine Fläche von 1736 Quadratkilometern, wovon 7 Quadratkilometer Wasserfläche sind. An das Hardeman County grenzen folgende Nachbarcountys:
| Haywood County              | Madison County              | Chester County              |
| Fayette County              |                             | McNairy County              |
| Benton County (Mississippi) | Tippah County (Mississippi) | Alcorn County (Mississippi) |

## Geschichte
Das Hardeman County wurde am 16. Oktober 1823 aus Chickasaw-Land gebildet. Benannt wurde es nach Thomas Jones Hardeman (1788–1854), einem Mitglied der Regierung der Republik Texas. Auf seinen Vorschlag hin wurde die Hauptstadt von Texas Austin genannt.

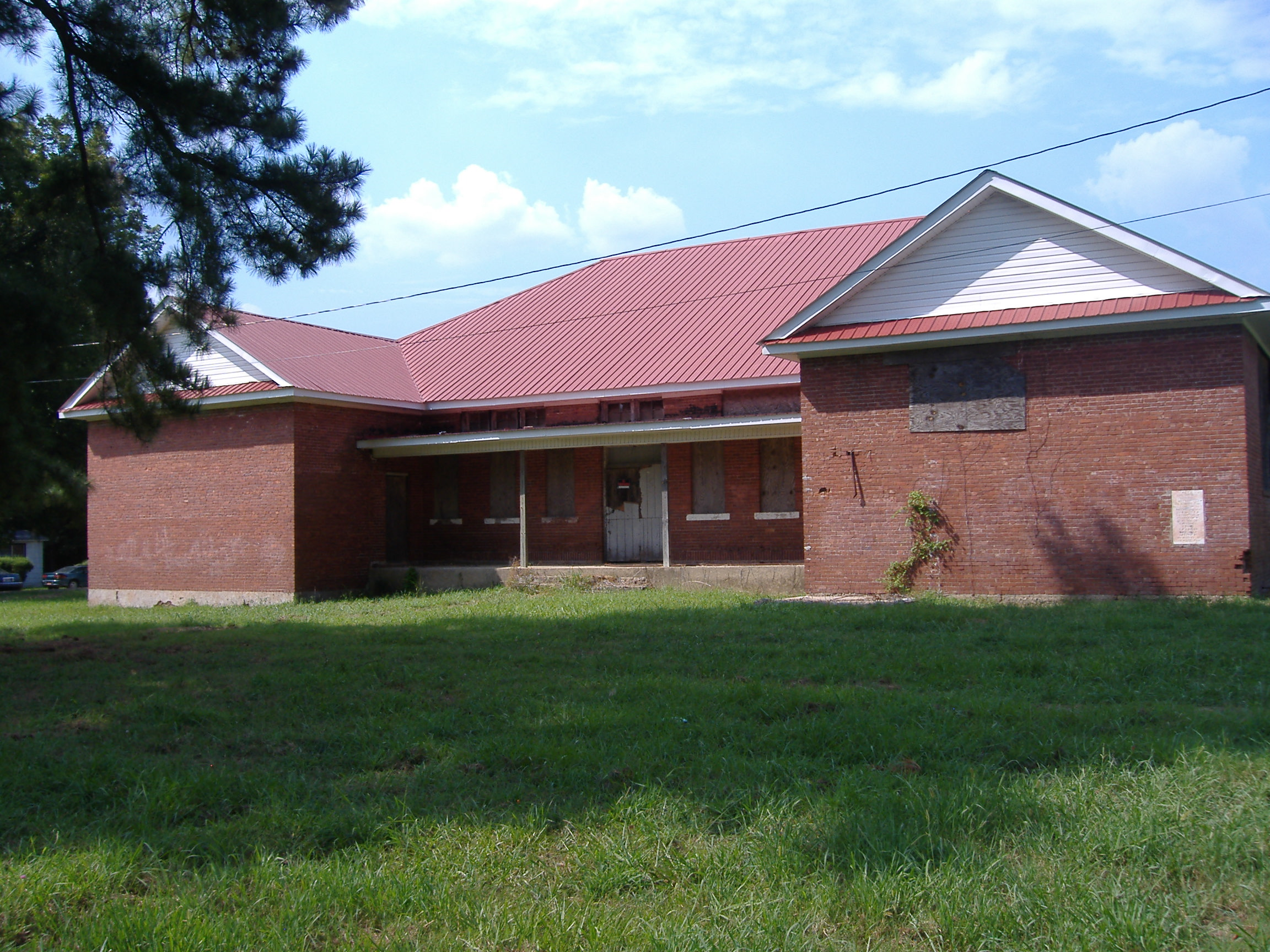
Die Allen-White School ist einer von elf Einträgen des Countys im NRHP.

Ein Ort im County hat den Status einer National Historic Landmark, die Siege and Battle of Corinth Sites. Elf Bauwerke und Stätten des Countys sind im National Register of Historic Places (NRHP) eingetragen (Stand 16. August 2018).

## Demografische Daten
Nach der Volkszählung im Jahr 2010 lebten im Hardeman County 27.253 Menschen in 8993 Haushalten. Die Bevölkerungsdichte betrug 15,8 Einwohner pro Quadratkilometer. In den 8993 Haushalten lebten statistisch je 2,62 Personen.
Ethnisch betrachtet setzte sich die Bevölkerung zusammen aus 56,8 Prozent Weißen, 41,4 Prozent Afroamerikanern, 0,2 Prozent amerikanischen Ureinwohnern, 0,6 Prozent Asiaten sowie aus anderen ethnischen Gruppen; 1,0 Prozent stammten von zwei oder mehr Ethnien ab. Unabhängig von der ethnischen Zugehörigkeit waren 1,5 Prozent der Bevölkerung spanischer oder lateinamerikanischer Abstammung.
20,7 Prozent der Bevölkerung waren unter 18 Jahre alt, 64,8 Prozent waren zwischen 18 und 64 und 14,5 Prozent waren 65 Jahre oder älter. 45,5 Prozent der Bevölkerung war weiblich.

Das jährliche Durchschnittseinkommen eines Haushalts lag bei 32.539 USD. Das Pro-Kopf-Einkommen betrug 15.838 USD. 20,0 Prozent der Einwohner lebten unterhalb der Armutsgrenze.

## Ortschaften im Hardeman County
| Citys - Bolivar - Grand Junction1 - Middleton | Towns - Hickory Valley - Hornsby - Saulsbury | - Silerton2 - Toone - Whiteville |

Unincorporated Communities
- Essary Springs
- Pocahontas
- Van Buren

1 – teilweise im Fayette County

2 – teilweise im Chester County

## Gliederung
Das Hardeman County ist in acht durchnummerierte Distrikte eingeteilt:
| Distrikt | Einwohner (2010) | FIPS     |
| -------- | ---------------- | -------- |
| 1        | 4827             | 47-90070 |
| 2        | 3262             | 47-90260 |
| 3        | 5750             | 47-90450 |
| 4        | 1448             | 47-90640 |
| 5        | 5139             | 47-90830 |
| 6        | 1734             | 47-91020 |
| 7        | 3313             | 47-91210 |
| 8        | 1780             | 47-91400 |